# Zéjel
Zéjel (em árabe: زجل; romaniz.: zajal ou zadjal) é uma forma tradicional de poesia estrófica oral declamada num dialecto coloquial (sobretudo num dos muitos dialectos do árabe) com raízes antigas em várias culturas mediterrâneas. A forma é semelhante à Moachaha. A origem do Zéjel está naArábia pré-islâmica e Al-Khansa era famosa pelo Zéjel nessa altura. Esta arte foi levada pelos  Omíadas para o Alandalus. Actualmente está mais fiva no Magrebe, sobretudo na Argélia (devido aos Andalusinos que se refugiaram aí), e no Levante, especialmente no Líbano e na Palestina, onde praticantes profissionais de Zéjel podem chegar a atingir altos níveis de reconhecimento e popularidade. O Zéjel é semi-improvisado e semi-cantado e muitas vezes é executado sob a forma de um debate entre os poetas que improvisam o zéjel. Normalmente é acompanhado de instrumentos musicais de percussão (ocasionalmente com a inclusão de um instrumento de sopro, ex. o ney e um coro de homens (e, mais recentemente, mulheres) que cantam partes do verso. 

## Zéjel hispânico
No Alandalus eram escritos em dialecto árabe (árabe andalusino e não árabe clássico), e muitas vezes com palavras e expressões em língua romance, o que demonstra o multi-linguismo da sociedade andalusa. O mais conhecido cancioneiro de zéjeles andalusinos é do Abacar ibne Abedal Maleque ibne Gusmão, más connhecido simplesmente por ibne Gusmão, poeta cordovês do século XII.
Na sua forma mais típica, consiste num estribilho de dois versos, ao que se seguem 3 mono-rimas (mudança) e um quarto verso (volta) que rima com o estribilho, e que anuncia a sua repetição. A distribuição da rima é a seguinte: AA (estribilho), BBB (mudança), A (volta) e repetição do estribilho. Em resumo: AA-BBBA, AA-CCCA, AA-DDDA.
¡Ay fortuna, (a)
cógeme esta aceituna!  (a) [Estribilho de 2 versos]
Aceituna lisonjera (b)
verde y tierna por defuera, (b)
y por dentro de madera, (b) [Mudança]
¡fruta dura e importuna! (a) [Volta]
¡Ay fortuna, (a)
cógeme esta aceituna! (a) [Repetição do estribilho]
Fruta en madurar tan larga (c)
que sin aderezo amarga; (c)
y aunque se coja una carga, (c) [Mudança]
se ha de comer sola una. (a) [Volta]
¡Ay fortuna, (a)
cógeme esta aceituna! (a)
Lope de Vega, em El villano en su rincón}}
Era uma forma muito popular no Alandalus e costumava ser acompanhado de Alaúde, Flautas, Tambor e Adufes ou Castanholas. Por vezes incluía também dança. Para além do sucesso que teve por todo o mundo árabe da época, foi célebre também entre as monarquias cristãs da época (que pagavam bem aos executantes mouros), 
Existem variações livres sobre esta forma tradicional, como as do poeta andaluz moderno Rafael Alberti ou do poeta de Maiorca Llorenç Vidal, fundador do DENIP, que mantém a estrutura estrófica do zéjel clássico de ibne Gusmão, combinada com a rima suavizada do idioma romance.

## Zéjel libanês
O Zéjel libanês é uma forma de poesia semi-improvisada e semi-cantada no dialecto coloquial de Árabe libanês. As suas raízes recuam até à literatura árabe pré-islâmica, mas várias manifestações semelhantes de Zéjel pode ser identificadas na Hispânia muçulmana (Alandalus) entre os séculos X-XII, especificamente no poeta coloquial ibne Gusmão (Córdoba, 1078-1160). O Zéjel tem relações fortes na prosódia, execução, forma e espírito com várias tradições poéticas coloquiais semi-cantadas, incluindo tradições aparentemente tão díspares como a poesia da Arábia dos Nabatis, e os Trovadores da Provença. Muitas culturas do Oriente próximo, Árabes e Mediterrâneas (incluindo a Grécia, Itália, Argélia, Marrocos, Portugal, Espanha e sul de França) tinham, ou ainda têm, tradições poéticas ricas semi-improvisadas, semi-cantadas, que partilham características com o Zéjel libanês, tais como o duelo verbal (ex. o jeu-parti dos trovadores), o uso de pandeiretas ou outros instrumentos de percussão minimalistas, e um coro cantante de homens (Reddadi, em libanês) que repetem versos-chave ou refrões recitados pelos poetas.
É discutível que nenhuma das tradições poéticas orais ainda existentes possa rivalizar com o Zéjel libanês em sofisticação, variedade métrica, ligação profunda ao passado, e evolução contínua, mas é difícil contestar o facto de que nenhuma delas tem uma popularidade tão grande. Hoje, dezenas de poetas Zéjel profissionais actuam por todo o Líbano e em comunidades expatriadas em todo o mundo, onde actuam para audiências de milhares de fãs.
Executantes libaneses conhecidos de Zéjel incluem Zein Sh'eib, Talih Hamdan, Zaghloul alDamour, Moussa Zgheib, Asaad Said, Khalil Rukoz.

### Raízes e desenvolvimento
Pensa-se que o primeiro praticante do Zéjel no território do Líbano actual foi o bispo Gabriel Al-Qlai Al-Hafadi (1440-1516), ainda que alguns académicos encontrem associações ao zéjel quase dois séculos antes, num poeta de nome Suleiman Al-Ashlouhi (1270-1335) e alguns dos seus contemporâneos, e em particular num poema específico de 1289, o ano da destruição de Tripoli (no Norte do Líbano actual) pelos Mamelucos. Muitos dos primeiros praticantes de zéjel no Líbano eram clérigos libaneses.
O Zéjel teve a sua grande ascendência como uma arte popular no século XIX quando numerosos poetas contribuíram para o seu refinamento, em forma e conteúdo. O formato da sessão de zéjel libanês moderno foi estabelecido em 1930, sobretudo pelo poeta mestre Assad Al-Khuri Al-Fghali (1894-1937), conhecido como Shahrur Al-Wadi (o melro do Vale), que também recebe crédito por introduzir muitas inovações na forma e no género. O formato mais comum para uma sessão de Zéjel libanês é um debate (ou duelo verbal) entre dois ou mais poetas, seguido de uma recitação de poezia de amor ("ghazal"). O formato consiste tipicamente em recitação na forma cássida (ode), seguida por debates nas formas "m3nna" e "qerradi" (uma sub-forma popular desta última é por vezes designada "moukhammas mardoud", conduzindo a recitações "gazal" em várias formas como as muwaššah, que na sua encarnação Zéjel libanesa, é um género alegre e de sedução. Tudo isto é acompanhado por um coro com pandeiretas e outros instrumentos de percussão. O encontre conclui-se muitas vezes com um lamento de amor, tipicamente na forma "Shruqi".

### A métrica do Zéjel
Parece haver um consenso entre os poucos académicos que estudaram seriamente a métrica do Zéjel, de que ele segue dois sistemas métricos distintos. Um sistema métrico é quantitativo e é claramente baseado em algumas métricas rigorosas, chamadas Khalili, da poesia árabe clássica (por exemplo o "manna" e formas relacionadas coincidem com as métricas clássicas "sari", "rajaz" e "wafir); e a outra é a sílaba tónica (por exemplo, muitas sub-formas do qerradi são claramente baseadas em métricas sírias, como a métrica silábica das homilías Afframiyyat atribuídas a Efrém da Síria, do século IV. Estes dois tipos de métrica no Zéjel são sujeitas a alterações fluídas, causadas por acentuações musicais e síncopes o que se deve possivelmente à maleabilidade coloquial e a sua consequente facilidade (como no siríaco) de fazer desaparecer inflecções e vogais internas.

### Aspectos regionais e temáticos
A variação regional do Zéjel reflecte consideravelmente a fragmentação étnica e sectária, que se mantém apesar de 6 décadas de coabitação nacional. As comunidades tipicamente cosmopolitas (por exemplo os Sunitas, Ortodoxos gregos e arménios das cidades litorais) tiveram, em comparação, pouca afinidade com o zéjel e produziram, tirando notáveis excepções, poucos executantes de zéjel importantes. Por outro lado, os Maronitas, Drusos e Xiitas que vivem, ou têm as suas raízes, nas montanhas libanesas e suas áreas rurais, forneceram o grosso dos executantes de zéjel ao longo de séculos de evolução. Este aspecto regional também se reflecte na imagética do zéjel, que espelha as sensibilidades mais bucólicas e sensuais do mundo rural, em contraste com as preocupações mais formais e cerebrais dos intelectuais urbanos. Contudo, muitos poetas coloquiais puderam transcender estas fronteiras fluídas e compuseram versos que cobrem expressivamente todo o espectro das preocupações humanas.

### A língua do zéjel libanês
A natureza diglóssica (co-existência de formas coloquial e formal) da língua árabe no Líbano tem conotações  étnicas e sócio-políticas que transformaram a questão da aceitação da linguagem coloquial como meio literário um tema fracturante na sociedade libanesa, multi-étnica e multi-sectária.
Ao ouvido de um falante não-árabe (e por vezes até de um nativo), uma frase falada no árabe formal standar ("fus-ha") e repetida no libanês coloquial soa muitas vezes substancialmente diferente - bastante mais do que no caso, por exemplo do grego clássico vs moderno (falado). Esta diferença deve-se, pelo menos em parte, ao substracto constituído por dialectos não-árabes (extintos ou semi-extintos) das Línguas semíticas do Levante, como o Aramaico, siríaco e o canaanita, assim como as infusões posteriores de vocabulário persa (por exemplo em aspectos culinários), turca (ex. questões militares), francês e mais recentemente inglês. Os dialectos locais foram progressiva, naturalmente e por fim quase mas nunca totalmente substituídos pelo Árabe, começando com a expansão Islâmica no século VII; mas a influência de outras línguas é ainda visível. A facilidade com que esta arabização ocorreu deveu-se ao parentesco fundamental entre o Árabe e os dialectos locais - já que todos eram semíticos e por isso baseados em derivações de raizes triliterais.
Porque o árabe padrão mantém uma reputação incontestável como a versão moderna da língua exaltada do Alcorão e o veículo de um vasto corpo de literatura clássica e contemporânea de muitas nações, o árabe coloquial, na visão de muitos libaneses, especialmente da classe educada, é ainda visto como um dialecto paroquial, sem a pureza, pedigree e aspirações universalistas do "fus-ha". Além disso, para muitos, as suas raízes obscuras nas línguas de povos antigos que nunca atingiram nenhuma espécie de independência nacional real, a infusão de vocabulários de línguas coloniais, e as suas diferenças para os dialectos coloquiais de outras nações que patrocinam o fus-ha como uma Lingua Franca formal, tornam este dialecto, no limite, uma ameaça ao renascimento pan-árabe regional ou, no mínimo, um sinal de paroquialismo e inferioridade educacional. Isto apesar de os libaneses, mesmo os mais educados, falarem na língua coloquial, quase nunca no Árabe padrão.

### Estatuto como género literário
A relegação da literatura coloquial, que inclui o zéjel, a uma classe sub-literária foi solidificada pela emergência do pan-Arabismo nas décadas de 1950-60, numa altura em que o sistema escolar libanês testemunhou a sua maior expansão e standardização. Uma consequência desta diglossia, condicionada por aspectos sócio-políticos, foi que o rico canon de poesia coloquial, da qual o zéjel é o mais visível exemplo, permanece quase todo por escrever, e praticamente nunca fez parte dos currículos das escolas e universidades (apesar de algumas teses de pós-graduação terem tratado alguns aspectos da tradição zéjel). Hoje, a maioria dos libaneses educados não distinguem um "manna" de um "qerradi" (as duas formas métricas mais comuns do zéjel e provavelmente estão mais familiarizados com algumas formas da prosódia francesa (por exemplo o soneto e a ode) ensinadas em muitas escolas privadas e mesmo públicas.
Apesar da existência de muitas gravações áudio e vídeo de eventos de zéjel, feitas sobretudo pela televisão libanesa nos anos 1960s, 70 e 80, tem havido pouco esforço para transcrever ou arquivar estas gravações em bibliotecas nacionais ou universitárias para permitir uma pesquisa académica séria. A elevação deste canon a um contexto académico não foi ajudada pelo facto de a causa do libanês coloquial ter sido patrocinada apenas por ultra-nacionalistas (especialmente durante a  Guerra Civil Libanesa, 1975-1990), que pretendiam afirmar a cultura libanesa como sendo distinta do resto do mundo Árabe.